# Tasiocera (Tasiocera) divaricata
Tasiocera (Tasiocera) divaricata is een tweevleugelige uit de familie steltmuggen (Limoniidae). De soort komt voor in het Australaziatisch gebied.